# Lijst van steden met tramlijnen in Oostenrijk

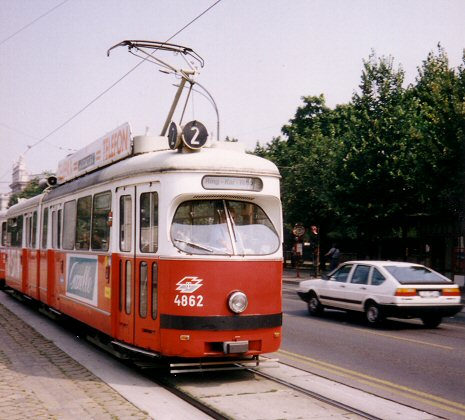
Weense tram

Hieronder volgt een lijst van steden waar elektrische trams rijden of hebben gereden in Oostenrijk.
- Gmunden (geopend in 1894) → Tram van Gmunden
- Graz (geopend in 1878, geëlektrificeerd in 1899) → Tram van Graz
- Innsbruck
- Linz (geopend in 1880, geëlektrificeerd in 1897) → Tram van Linz
- Salzburg
- Wenen (geopend in 1865, geëlektrificeerd in 1897) → Tram van Wenen

Opgeheven:
- Baden bei Wien
- Klagenfurt
- Sankt Pölten
- Ybbs an der Donau